# 히호우도 살인사건
히호우도 살인사건은 소년탐정 김전일의 에피소드로, 만화책으로는 5번째 스토리이며, 애니메이션으로는 5번째 스토리이다. 드라마인 도모토 츠요시의 김전일 소년사건부에서는 4번째 스토리이며, 마츠모토 준의 김전일 소년사건부에는 이 사건을 다루고 있지 않는다.

## 수록
읽기 전에 본 기준은 한국에서의 출판 기준임을 알려드립니다.
- 소년탐정 김전일: 5권 ~ 6권
- 소년탐정 김전일 애장판: 5권
  - 애장판의 마크[2]: 일본 인형의 머리[3]

## 구성

### 분량
- File 개수: 10개

### 특징
1. 김전일 최초의 토막 살인사건

## 등장인물 소개

### 처음부터 살아있는 인물
- 김전일 (金田一一, 킨다이치 하지메)
  - 어머니와 미유키의 작전으로 인해 이번 보물 투어에 참가하게 된다. 그 후 보물 투어에 가기 위한 시험을 치르고 합격한다. 하지만 김전일은 코이치로가 "크리스 아인슈타인"을 범인으로 몰고 가기 위한 탐정역으로 뽑힌 것이다.
- 나나세 미유키 (七瀬美雪)
  - 보물을 노리고 김전일과 함께 보물 투어에 가기 위한 시험을 보지만 불합격한다. 하지만, 김전일이 합격한 것을 알고 김전일의 여동생이라는 상황으로 보물 투어에 같이 참가한다. 하지만 후에 거짓말이 탄로난다.
- 카야 쿄코 (茅杏子)
  - 형사. 정체를 감추고 이번 보물 투어에 이와타를 쫓아 참가한다. 형사이기 때문에 시반 등의 전문 지식을 알고 있다. 언제나 안에서 가끔 달그락거리는 정체 불명의 상자를 들고 다닌다. 후에는 총이 그 상자로 위장되어 이와타로부터 모두의 생명을 구하는 데 사용된다.
- 크리스 아인슈타인 (クリス・アインシュタイン)
  - 13살. 파란 눈의 외국인 소년. IQ 200의 천재 소년이며 자신의 말로는 솔로몬 왕의 후예로서 솔로몬 왕의 보물을 되찾기 위해 이번 보물 투어에 참가했다고 한다. 한때 보물을 찾을 때 방해가 될 가능성이 높은 김전일을 간혈천을 이용해 죽이려고 했다. 보물 투어에서는 외국인 소년이라는 점에서 범인의 죄를 뒤집어 쓰는 역으로 코이치로가 뽑는다.
- 사에키 코이치로
  - 13살의 혼혈아. 과거의 어느 사건으로 인해 아버지를 잃고 외삼촌에게 맡겨지지만 외삼촌이 얼굴이 예쁜 자신을 여장을 시키고 성적(性的)으로 학대하자 외삼촌을 수면제로 재우고 외삼촌의 집에 불을 질러 빠져나온다. 그 후 보육원에 보내지지만 도망쳐 나와서 거리를 배회하던 도중에 해외유학중인 미도리를 만난다. 과거의 복수[4]를 위해 미도리에게 접근을 시도하나, 미도리 또한 자신과 같은 고독을 품고 있다는 것을 알고 그녀와 사랑에 빠지지만 후에 미도리는 아버지와 히호우도의 보물에 큰 증오를 느끼며 자살해버린다. 미도리의 일기에 이러한 내용이 적힌 것을 읽은 코이치로는 히호우도의 보물과 그것에 미쳐서 살인을 한 그 사람들에게 복수하기로 다짐한다. 그래서 복수를 위해 13살의 남자가 체격상 변장할 수 있는 17살의 여자인 미마사카 미도리로 변장해서 미도리의 역할을 하며 보물 투어에 은근슬쩍 행동을 같이 한다. 이 사건에서 유일하게 히호우도의 보물이 처음부터 어디에 있었는지를 알고 있었던 인물이다.
- 이와타 에이사쿠 (岩田英作)
  - 65살. 보험금 사건의 용의자로 카야 쿄코가 그를 미행하러 쫓아온다. 이번 투어에서는 미도리를 보좌하는 집사 역할을 하지만 보물을 발견하자 미도리 역할을 했던 코이치로를 총으로 쏴버리고 나머지 사람을 총으로 쏘려다가 카야에게 당한다. 하지만 그 후 그로 인해 산동 보물이 있던 동굴이 균형을 잃고 쓰러지는 바람에 보물과 함께 깔려죽는다.
- 카키모토 아사토 (柿本麻人)
  - 43살. 트레져 헌터. 전 세계의 보물을 찾아 돌아다닌다.
- 아소지마 류조 (八十島隆造)
  - 52살. 과거부터 히호우도의 보물을 노렸다. 카키모토 아사토, 야오기 히사요시, 미마사카 미도리의 아버지하고는 옛날부터 아는 사이.
- 야오기 히사요시 (矢荻久義)
  - 42살. 과거부터 히호우도의 보물을 노렸다. 카키모토 아사토, 야오기 히사요시, 미마사카 미도리의 아버지하고는 옛날부터 아는 사이. 매번 목에 카메라를 두르고 다닌다.
- 히무라 코헤이 (火村康平)
  - 외과의. 이 에피소드에서 검시를 할 수 있는 인물로 범인에게 선정되어 이번 보물 투어에 당첨되었다.

### 시작 전부터 이미 살해 당한 인물
- 사에키 코이치로의 외삼촌
  - 아버지가 죽고난 뒤 사에키 코이치로를 맡은 사람. 하지만, 코이치로의 얼굴이 예쁜 탓에 그에게 여장을 시키고 성폭행을 한다. 그에 반발한 사에키 코이치로는 그에게 수면제를 먹이고 집에 불을 질러 그를 죽인다. 이것은 사에키 코이치로가 9살 때의 일이었다.
- 미마사카 미도리의 아버지
  - 미마사카 미도리의 아버지. 히호우도의 보물을 탐내던 나머지 히호우도를 통째로 사버리고 히호우도 내에서 자급자족이 가능하게 섬을 만든다. 미마사카 미도리는 친딸이지만 보물을 중시하던 그에게는 큰 의미가 없었다. 보물을 탐내던 그는 이번 보물 투어를 열어 머리 좋은 사람들의 힘을 빌어 보물을 찾으려 했고 미도리에게 그들의 시중을 들라고 한다. 하지만, 그의 시중을 들라는 말로 인해 아버지에게 있어 자신은 아무 존재도 아니라고 생각한 미도리는 자살하고, 그로 인해 히호우도의 보물에 반감을 갖고 있던 코이치로의 반감을 더욱 강화시킨다. 그 후에 먼저 히호우도에 온 코이치로에게 살해당한다.

### 과거 사건 관련 인물
- 미마사카 미도리 (美作碧)
  - 17살. 히호우도의 보물에 눈이 먼 아버지의 밑에서 자라왔다. 해외유학 도중에 어릴적 아빠 친구 아들로써 놀러온 사에키 코이치로를 만나게 되고 그와 자신이 같은 처지임을 알고 그와 사랑에 빠지지만, 아버지의 끝없는 보물 탐욕과 그로 인한 소외로 인해 자살한다.
- 사에키 코이치로의 아버지
  - 과거에 카키모토 아사토, 야오기 히사요시, 아소지마 류조, 미마사카 미도리의 아버지랑 히호우도의 보물 찾기에 같이 협력했다. 어느날, 그는 히호우도의 보물을 찾아내지만 그 방대한 양에 아들인 사에키 코이치로에게 그 보물을 보여주고 정부에 기부할 예정이라고 밝힌다. 후에, 그는 히호우도의 보물을 정부에 기부할 예정이라고 협력자인 4사람에게 말하자 그에 반발한 4사람에게 떠밀려 절벽에서 낙사한다. 그리고 그 장면은 사에키 코이치로가 숨어서 지켜보고 있었다.

## 피해자의 상황

### 미리 살해당한 사람
- 미마사카 미도리의 아버지
  - 사인은 알 수가 없다. 확실한 것은 살해당한 뒤에 몸이 토막났다. 하지만, 이 사건에서 그 후의 살인방식을 보면 둔기로 강타해서 사망했을 가능성이 높다. 시체는 에피소드 초반에 본관의 벽시계의 추가 있는 부분에서 발견된다. 발견된 시점에서는 이미 살해당한 지 7일 정도가 지났다.
  - 사인 요약: 사인 불명

### 사건 내에서 사망한 사람
- 카키모토 아사토
  - 보물이 있을 것이라고 추측되는 장소에 가서 보물이 있는 곳으로 갈 수 있는 시간이 되기를 기다리던 도중에 코이치로가 재빨리 그의 목을 절단함으로써 사망한다. 후에 그의 시체는 토막난 상태로 그의 오두막에서 발견되며 오두막 안에는 피가 홍건하게 뿌려졌다.
  - 사인 요약: 목의 경동맥을 다침
- 야소지마 류조
  - 미도리로 변장한 코이치로에게 보물의 위치에 대한 힌트를 듣고 나서 보물이 있을 것이라고 추측되는 장소에 가서 보물이 있는 곳으로 갈 수 있는 시간이 되기를 기다리던 도중에 코이치로로 인해 사망한다. 그 후에 그의 시체는 토막난 상태로 그의 오두막에 방치된다. 후에 그 오두막은 카키모토의 오두막과 함께 불태워진다.
  - 사인 요약: 사인 불명
- 히무라 코헤이
  - 우연히 미도리로 변장한 사에키가 옷갈아 입는 것을 보던 도중에 미도리라고 부르던 인물이 남자임을 알게 되고 총을 쏴서 죽이려다가 역으로 살해당한다.
  - 사인 요약: 둔기 타살
- 야오기 히사요시
  - 미도리로 변장한 코이치로에게 보물의 위치에 대한 힌트를 듣고 나서 보물이 있을 것이라고 추측되는 장소에 가서 보물이 있는 곳으로 갈 수 있는 시간이 되기를 기다리던 도중에 코이치로가 둔기로 내리쳐 죽임을 당한다.
  - 사인 요약: 둔기 타살
- 이와타 에이사쿠
  - 보물에 눈이 멀은 나머지 자신을 제외한 나머지 사람들을 총으로 죽이려다가 형사인 카야 코쿄에게 총을 맞고 당황한 나머지 동굴의 기둥 역할을 하는 산동을 무너트린다. 결국, 균형을 잃어 무너지는 동굴에 깔려죽는다.
  - 사인 요약: 압사

### 살해당하지 않은 사람
- 김전일
  - 크리스에게 속아 간혈천의 섭씨 120도의 물에 얼굴을 정면으로 맞을 뻔했으나, 그 당시의 미마사카 미도리로 변장했던 사에키 코이치로로 인해 간혈천을 피했다.
- 김전일, 나나세 미유키, 카야 쿄코, 미마사카 미도리, 크리스 아인슈타인
  - 이들은 범인이 밝혀지고 난 다음 보물의 위치를 알게 된 이와타가 코이치로의 범행이 밝혀지자마자 총으로 코이치로를 쏜다. 하지만 총이 급소에 맞지 않았던 탓에 코이치로는 죽지 않았다. 심지어는 정신도 잃지 않고 몸도 움직일 수 있었다. 코이치로를 쏜 후에 많은 량의 히호우도의 보물을 확인한 뒤에 김전일부터 총으로 쏴 죽이려 했으나 카야 형사가 언제나 들고 다니는 상자에 총을 숨겨서 이와타에게 발사하는 바람에 이와타는 김전일을 쏘지 못한다. 그리고 그 후에 이와타는 기둥 역할을 하던 산동을 쓰러트리는 바람에 동굴 내의 균형이 깨져서 무너지는 동굴에 깔려 죽는다.

## 용의자의 살인 동기
- 범인: 사에키 코이치로

## 트릭
이번 사건의 메인트릭은 실제 살인장소가 위조되어서 모두에게 알리바이가 성립되었다는 것에 있다.

## 단서
- 카키모토 사망 당시 시체가 발견된 카키모토의 오두막과 모두가 있던 본채를 왕복하는 데 걸리는 시간인 30분보다 오랫동안 자리 비운 사람은 없고, 많이 비운 사람이 10분이다.
- 카키모토와 야소지마와 야오기는 보물의 소재를 알고 난 뒤에 범인에게 당했다.
- 카키모토와 야소지마는 죽고 나서 시체가 분리되었다.
- 히무라는 보기만 해도 범인인 것을 알아챌 수 있는 어떠한 것을 보고 범인을 알게 된 바람에 범인에게 당했다.
- "구슬을 읊는 노래"라는 제목의 고시의 내용
  - 원문

百石船漕浦朱鳥 (백석선조포주조)

鳴悲兮鵺 鳥呻吟 (명비혜야조신음)

海水高吾心如益 (해수고오심여익)

遂開兮魔之眼則 (수개혜마지안즉)

擧行兮月虹染道 (거행혜월홍염도)

至元兮山童守玉 (지원혜산동수옥)

- - 해석문

호화선이 출항하는 항구에서

호랑지빠귀가 슬프게 울 때에는

바닷물 수위가 개펄이 없어질 때까지 높아지고 나의 기분도 그것과 마찬가지로 격해집니다

드디어 악마의 눈이 열리면

달빛으로 물든 길을 갑시다

산동이 지키고 있는 보물이 있는 곳으로

- 김전일과 미마사카 미도리가 우연히 화장실에서 만났을 당시에 미마사카 미도리가 있던 칸의 변기 안쪽 뚜껑은 올라가 있었다.
- 히호우도에서는 동을 함유한 광석이 많이 채집된다.
- 검은 토리이는 간혈천 근처에 있다.
- 크리스에게 보내진 "가짜"로 위장된 한자가 틀린 초대장은 워드 프로세서로 쓰여 있었다.

## 원작과의 차이

### 드라마 (마츠모토 준의 김전일 소년사건부)
마츠모토 준의 김전일 소년사건부에는 이 사건을 다루고 있지 않는다.

## 에피소드 내 용어
- 히호우도 (秘寶島)
  - 막대한 보물이 잠들어 있다고 전해 내려오는 섬. 3개의 토리이가 있으며 주변에 온천물이 솟아나오는 간혈천도 있다. 이번 사건의 무대가 되는 섬.
- 산동
  - 일본 돗토리현에 내려오는 민화에 등장하는 반은 원숭이이고 반은 인간인 괴물. 히호우도의 보물을 지키는 전설의 반인반수.
- 히호우도의 산동전설
  - 히호우도에서 옛날부터 전해내려오던 전설. 보물을 찾으려 하는 자는 산동이 여덟 조각으로 갈기갈기 찢어버린다. 그 후 보물을 찾으러 간 사람들이 돌아오지 않자 이 섬은 "슬픈 소식이 오는 섬"이라는 뜻의 히호우도로 불리게 되었다.
- 일본 인형
  - 이 사건에서 범인이 살인을 예고하고, 다른 용의자들에게 심리적으로 불안감을 주는 소재. 일본인형의 상태가 시체의 상태를 의미한다. 카키모토가 살해당했을 당시에는 일본인형이 여러 토막으로 찢겨 있었고, 야소지마가 살해당했을 당시에는 야소지마의 오두막이 카키모토의 집과 함께 불에 탄 것에 빗대어 인형이 불에 태워져 있었다. 맨 처음에 살해당한 미마사카 미도리의 아버지의 경우는 일본인형의 머리가 산동의 입 속에 들어가 있었다.
- 간헐천
  - 간헐천의 사전적 의미는 일정한 시간을 두고 주기적으로 뿜어져 나오는 온천을 지칭한다. 히호우도의 간헐천은 12시 정각에 섭씨 120도의 물이 뿜어져 나온다.
- 히호우도의 보물